# Eugenia angelyana
Eugenia angelyana är en myrtenväxtart som beskrevs av Joáo Rodrigues de Mattos. Eugenia angelyana ingår i släktet Eugenia och familjen myrtenväxter. Inga underarter finns listade i Catalogue of Life.